# (3313) Mendel
(3313) Mendel es un asteroide perteneciente al cinturón de asteroides, descubierto el 19 de febrero de 1980 por Antonín Mrkos desde el Observatorio Kleť, České Budějovice, República Checa.

## Designación y nombre
Designado provisionalmente como 1980 DG. Fue nombrado Mendel en honor al monje Gregor Mendel.